# Петер Егнер
Петер Егнер (Црвенка, 1. фебруар 1922 — Белвју, 26. јануар 2011, недалеко од Сијетла) је био немачки гестаповац из Другог светског рата. Петер Егнер је осумњичен за убиство 17.000 цивила у логору Старо сајмиште.

## Биографија
Петер Егнер, пореклом Немац, рођен је у Црвенки 1. фебруара 1922. од оца Јохана и мајке Висе. До почетка рата живео је у са родитељима у породичној кући у Црвенки у Улици Николе Пашића бр.49. Уписао је Стручну продужену школу у Црвенки и у школској години 1937/1938, у први разред смер бравар, ишао је на праксу код мајстора Грунбаха Вилхима. Едгер је понављао први разред због јединице из српскохрватског језика. А као понављач уписан је на смер – машинбравара у истој школи.
Немачка са својим савезницима напала је Краљевину Југославију 6. априла 1941. године и после кратког рата окупирала је њену територију. Егнер је крајем априла 1941. године постао припадник Гестапоа у Београду и тада окупираној Србији. Био је подофицир водник у Главном штабу Оперативне групе полиције безебедности и службе безебедности – четврто одељење. Гестапо је био организација у Немачкој створена за вршење геноцида и ратних злочина против цивила. Гестапо је у немачком окупираном подручју Србије, од априла 1941. до октобра 1944. године, преко свог апарата у Београду и испоставама у провинцијама у целој Србији завела полицијски режим који је одводио цивиле у концентрационе логоре таоци су узимани и убијани. У намери да се уништи целокупна национална заједница у Србији, сакупљани су сви мушкарци код Топовских шупа (данас Аутокоманде) у Београду. Гестапо их је затим стрељао, а онда организовао и концентрациони логор за Јевреје Земун (Старо сајмиште), у коме су прикупљани сви остали Јевреји који су угушени у гасном камиону. Последица окупације која је трајала три и по године, била је ликвидација 150.000 жртава. Егнер је као стражар учествовао у убиству већег броја цивила, који су пре тога узети као таоци, а Егнер их је возио од Штаба до села Јајинци испод Авале где су по доласку стрељани. Егнер је у том периоду учествовао у убиству више жена и деце јеврејске националности. Егнер је као стражар учествовао у обезбеђењу одвођења затворених Јевреја до логора у Земуну, који су касније убијени у гасном камиону на релацији од Земуна до Јајинца.
Рад Егнерово групе састојао се у обавештајној и егзекутивној делатности против свих стварних противника Трећег рајха. Гестапо је током немачке окупације успоставио полицијски режим који је ухапсио више десетина хиљада грађана према којима је спровођено инквизиторско саслушање и испитивање. Како би им изнудили признање, они су мучени најсвирепијим методама. Егнер је добио највиша одликовања нацистичке Немачке, међу којима је и Гвоздени крст.
Петерова супруга Герда је рођена 1922. године у Зеблину, на острву Волин у Балтичком мору. Када је имала 23 године, морала је да напусти дом, па се преселила у Хановер. Ту је боравила до 1960. године. Док је живела у Хановеру, упознала је Петера Егнера. Свој седмогодишњи заједнички живот у Хановеру називали су меденим месецом, а 10. фебруара 1958. године венчали су се. Егнерови одлазе у Сједињене Америчке Државе, где Петер постаје менаџер у хотелском ланцу „Вестер интернешнл хотелс“. На том послу и са америчким пасошем, Егнер, без проблема путује по свету, обилази државе и континенте. Герда је преминула 2005. године, никад не сазнавши за мрачну прошлост свога супруга. Петер се после смрти супруге преселио из Сијетла у Белвил у Вашингтону. Средином маја 2008. године Егнер је боравио у Србији, када је са групом фолксдојчера из иностранства посетио своје родно место и где су фолксдојчери на локалном гробљу у Црвенки открили споменик расељеним Швабама и својим прецима. Егнер је током боравка у Србији више дана ноћивао у мотелу „Родић“ у Кули. Досије о Петеру Егнеру Тужилаштво за ратне злочине Републике Србије преузело је 21. јула 2008. године од Архива Београд, у коме се јасно види да је био гестаповац. Експертски тим Тужилаштва за ратне злочине Србије отпутовао је крајем јула 2008. године у Немачку ради преузимања података о дешифрованим телеграмима и телепринтерима, када је разбијена шифра „Енигма“. У Берлинском историјском институту који су обезбедили Американци, у Гестаповој архиви, налазили су се подаци о логору Старо сајмиште. Тужилаштво за ратне злочине је преко министарства правде затражило један део података из документације која се налази у Русији. На овом случају за сада раде све архиве, као и америчка служба за откривање ратних злочина. Када се прикупи довољно доказа, против Егнера ће бити покренута истрага, као и потерница и захтев за његово изручење. Тужилаштво за ратне злочине Републике Србије затражило је покретање истраге против Петера Егнера крајем августа 2008. године, због сумње да је починио геноцид и ратне злочине против цивила у Србији током 1942. године. Тужилаштво је затражило и његово изручење када се пред америчким правосудним органима против Егнера оконча поступак за одузимање држављанства САД.